# Fédération Calédonienne de Football
Fédération Calédonienne de Football (FCF) är Nya Kaledoniens fotbollsförbund. Förbundet bildades 1928, men anslöts till Internationella fotbollsförbundet, FIFA, först den 10 juli 2004, som FIFA:s 205:e medlemsförbund. Samma datum blev man fullvärdiga medlemmar av Oceaniens fotbollsförbund, Oceania Football Confederation.